# 今井宗久

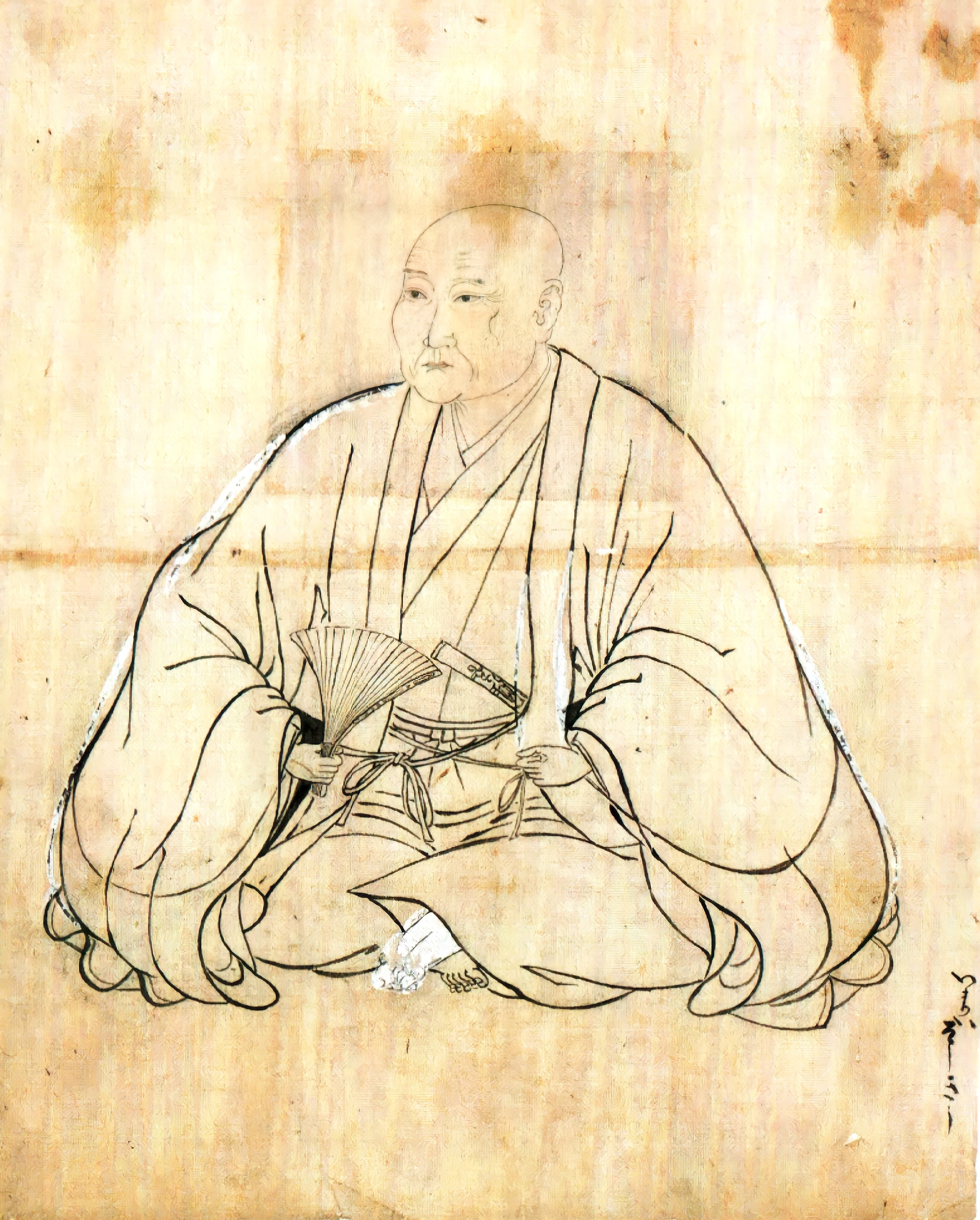
今井宗久像，土佐光吉繪

今井宗久（日语： 1520年—1593年8月31日），日本战国時代到安土桃山時代堺港的商人、茶人。他是今井出羽守宗慶的三男之子，今井宗薫的父亲。名兼員，初名久秀，通称彦八郎，后称彦右衛門。号昨夢庵寿林。屋号为納屋。剃发后，以宗久为名。与千利休，津田宗及并称茶道方面“天下三宗匠”。

## 生平
出身大和国今井町。祖上为近江源氏佐佐木氏，因为领受近江国高岛郡今井市城，以今井为氏。青年时期以本愿寺门徒身份进入堺港，寄宿在纳屋宗次家中，向武野绍鸥学习茶道。最终成为绍鸥的女婿，成为婿养子，也成为绍鸥的儿子武野宗瓦的后见人，管理武野家的财产和茶器（后来与武野宗瓦就绍鸥的遗产对簿公堂，在织田信长的裁决下胜利）。最初以贩卖鹿皮等皮制品（当时重要的军需品，用以制作甲胄）起家，与各国大名建立起深厚的关系。随后涉及纳屋业（仓库及金融业），也贩卖硫磺、火药和铁炮等，自譽为纳屋业中财力最雄厚的。
成为将军・足利义昭茶道方面的近侍。在织田信长对堺港征收军资金的谈判过程中，即席给予出色的回答。永禄11年（1568年）10月，与已经上洛的信长在摄津西成郡芥川相见，献上名物・松岛之叶茶壶和绍鸥茄子等名品。在很快得到信长信任的同时，也领受了足利义昭大藏卿法印的僧位。同年信长对堺港征收2万贯的军资金，会合众中大多数三好氏背景的商人都表示抵制，唯有今井宗久和津田宗及力排众议，得以领受摄津住吉郡2千2百石的采地。
从此得到信长的重用，获得了种种特权。永禄12年（1569年），取得堺近郊的摄津五カ庄的盐和腌货的征税权和代官职位，以及淀川的通行权。元龟元年（1570年）和长谷川宗仁一起被委任生野银山和但马银山的支配权。同时在代官领内，召集河内铸物师建立锻冶屋、参与制造铁炮和火药等。自此成为堺港会合众之中的执牛耳者，从旁支持着信长的统一天下的事业。作为茶人，和千利休、津田宗及一起担任信长的茶头。
信長死后出仕羽柴秀吉（丰臣秀吉），和堺的万代屋宗安、住吉屋宗无（山冈宗无）一起担任御咄众。作为茶头，天正15年（1587年）协助秀吉主办庆祝聚楽第落成的北野大茶汤茶会，所藏茶器获得第四名。然而，比起宗久，秀吉更欣赏新兴的药种商・小西隆佐和千利休等人，因此被认为失去了信长时代的地位。
文禄2年（1593年）去世，享年73岁。著作有茶会记录『今井宗久茶湯書抜』和『今井宗久日記』等。墓所位于堺市堺区的臨江寺。